# Dragon Racing
Dragon Racing, bis 2009 Luczo Dragon Racing und bis 2011 de Ferran Dragon Racing, ist ein US-amerikanisches Motorsportteam, das in Los Angeles beheimatet ist. 2006 wurde es von Jay Penske, dem Sohn von Roger Penske, und Steven J. Luczo, Vorsitzender und CEO von Seagate Technology, gegründet. Das Team tritt in der FIA-Formel-E-Meisterschaft an, bis 2013 bestritt es auch die IndyCar Series.

## Geschichte

### IndyCar Series
2007 debütierte das Team beim Indianapolis 500 mit dem Fahrer Ryan Briscoe, der Wagen wurde vom Penske-Team geleast. Briscoe, eigentlich Penske-Stammfahrer in der American Le Mans Series auf einem Porsche RS Spyder, erreichte damit Platz fünf.

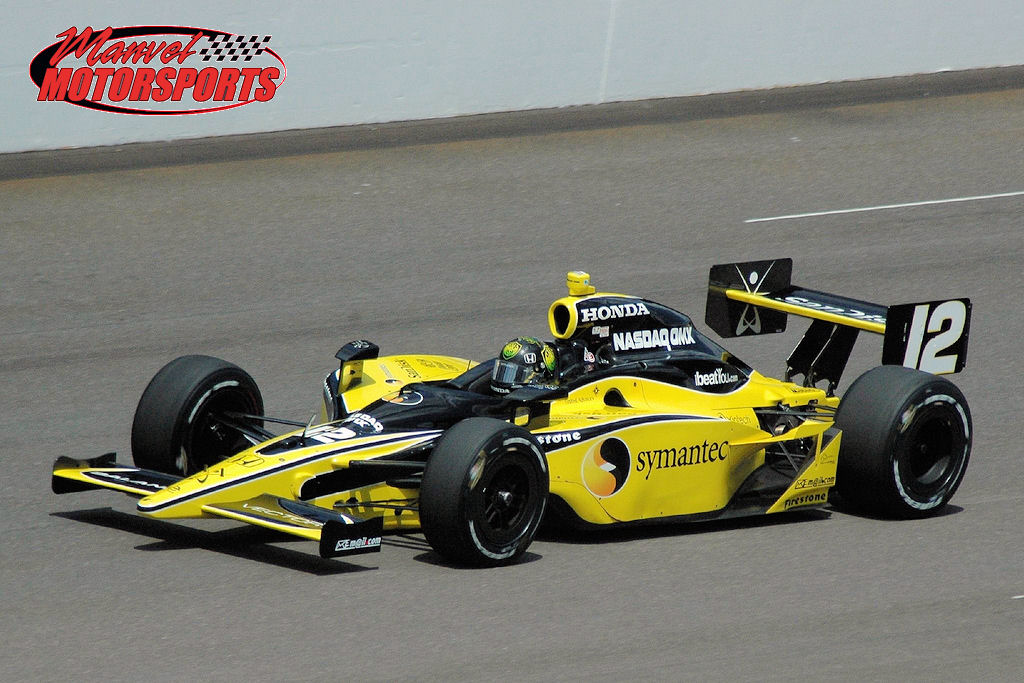
Scheckter bei der Qualifikation zum Indianapolis 500 2008

2008 ging das Team mit Tomas Scheckter als Fahrer bei sechs Rennen der IndyCar Series an den Start, Scheckters beste Platzierung war ein 21. Platz. 2009 bestritt das Team die erste volle Saison in der IndyCar Series, als Fahrer wurde der amtierende Indy-Lights-Meister Raphael Matos verpflichtet. Matos beendete die Saison auf dem 13. Rang und wurde Rookie of the Year.
2010 blieb Matos bei dem nun de Ferran Luczo Dragon Racing genannten Team, außerdem wurde beim Indy 500 und auf dem Chicagoland Speedway ein zweites Fahrzeug für Davey Hamilton eingesetzt. Vor dem Indy 500 wurde der Name von Luczo aus dem Teamnamen gestrichen, da dieser zu lang sei. Matos erreichte mit zwei vierten Plätzen als bestes Resultat Rang 15 in der Gesamtwertung.
Am Saisonende wurde Matos entlassen und Tony Kanaan als Fahrer für die IndyCar Series 2011 verpflichtet. Da das Team jedoch keinen Sponsor auftreiben konnte, wurde das Team im Februar 2011 aufgelöst. Im April 2011 gab Jay Penske bekannt, das Team unter dem Namen Dragon Racing zu reaktivieren und mit Paul Tracy zu fünf Rennen der IndyCar Series anzutreten. Zusätzlich setzte das Team beim Indy 500 zwei Fahrzeuge für Ho-Pin Tung und Scott Speed ein. Nach einem Unfall beim Training fiel Tung für das Rennen aus, er bestritt stattdessen im weiteren Saisonverlauf den Indy Grand Prix of Sonoma für das Team. Da sich Speed nicht qualifizieren konnte, übernahm am letzten Tag der Qualifikation Patrick Carpentier das Fahrzeug, verunfallte jedoch ebenfalls, so dass Dragon Racing nicht zum Indy 500 antrat.
Für 2012 gab das Team bekannt, die komplette Saison mit zwei Fahrzeugen unter dem Namen Lotus-Dragon Racing zu bestreiten. Als Fahrer wurden Sébastien Bourdais und Katherine Legge vorgestellt, Motorenlieferant sollte Lotus sein. Nachdem sich die Lotus-Motoren bei den ersten vier Rennen als nicht konkurrenzfähig erwiesen, wechselte das Team unmittelbar vor dem Indy 500 zu Chevrolet und benannte sich erneut in Dragon Racing um. Da Chevrolet nach dem Indy 500 jedoch keine Kapazitäten hatte, Motoren für beide Dragon-Fahrzeuge zur Verfügung zu stellen, wurde das Team zu einem Ein-Wagen-Team. Bordais bestritt die verbliebenen Rennen auf Straßenkursen, Legge die Ovalrennen sowie das Rennen in Sonoma. Die Fahrer belegten die Plätze 25 und 26 im Gesamtklassement.

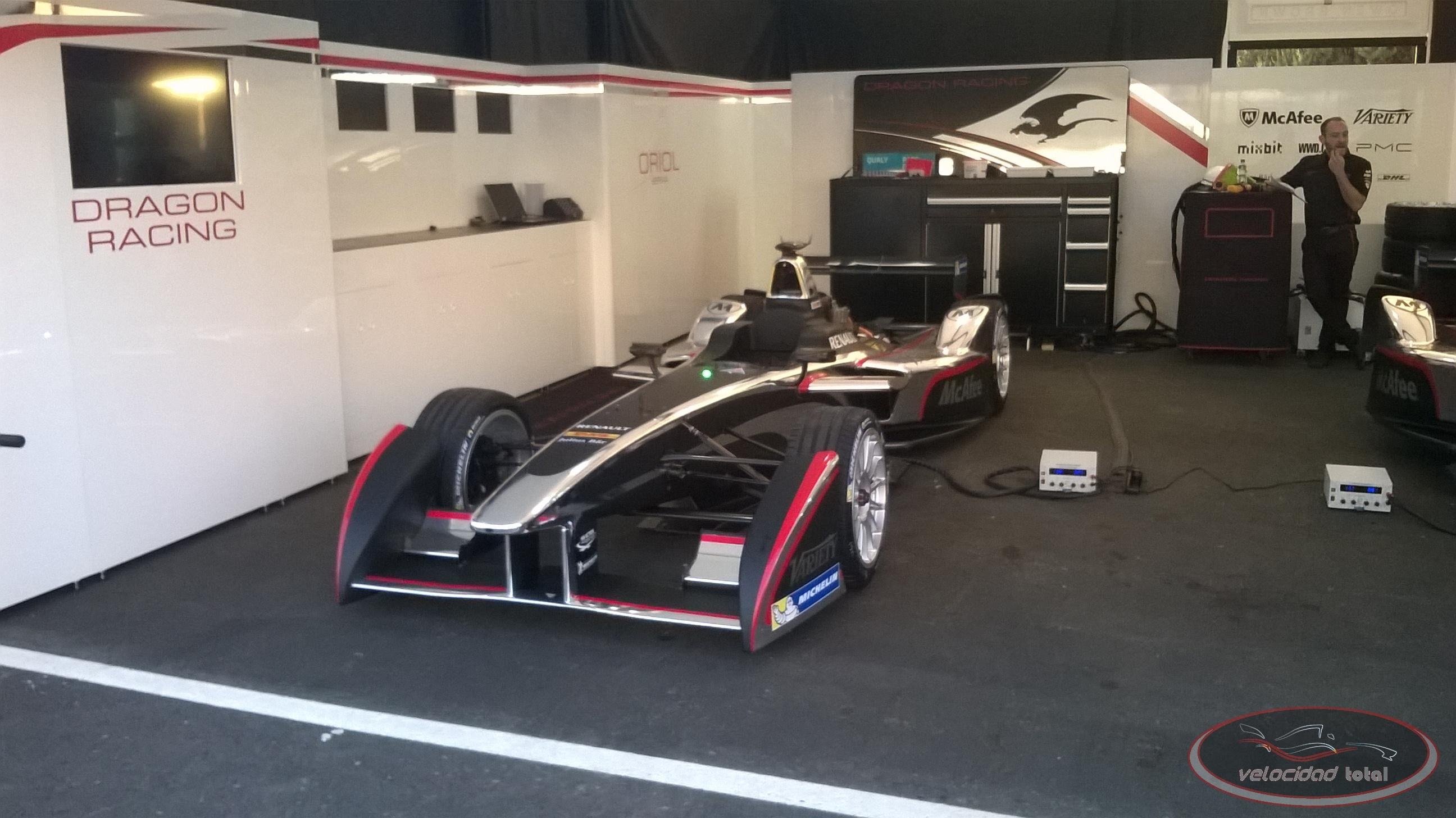
Spark-Renault SRT_01E des Dragon-Teams beim Punta del Este ePrix 2014

2013 blieb Bourdais beim Team, Legge wurde durch Sebastian Saavedra ersetzt. Bourdais erreichte drei Podiumsplatzierungen und belegte Platz 12 im Gesamtklassement, Saavedra kam nicht über Rang 21 hinaus. Am Saisonende gab das Team bekannt, aus der IndyCar Series auszusteigen und sich auf die FIA-Formel-E-Meisterschaft zu konzentrieren.

### FIA-Formel-E-Weltmeisterschaft
Am 25. September 2013 wurde Dragon Racing als insgesamt viertes Team der neugegründeten FIA-Formel-E-Meisterschaft vorgestellt. Als Fahrer unter Vertrag waren Oriol Servià und Jérôme D’Ambrosio. Nach vier Rennen trat Servià als Fahrer zurück und wechselte ins Management des Teams. Er wurde von Loïc Duval ersetzt. Beim Berlin ePrix gelang D’Ambrosio der erste Sieg für den Rennstall. Mit vier weiteren Podestplatzierungen am Ende der Saison belegte Dragon Racing den zweiten Gesamtrang.
D’Ambrosio und Duval blieben auch in der FIA-Formel-E-Meisterschaft 2015/16 die Fahrerpaarung. D’Ambrosio gewann den Mexiko-Stadt ePrix 2016 und erreichte zwei weitere Podestplatzierungen, Duval erreichte als beste Resultate vier vierte Plätze. In der Gesamtwertung fiel Dragon auf den vierten Rang zurück.
In der FIA-Formel-E-Meisterschaft 2016/17 trat das Team unter dem Namen Faraday Future Dragon Racing mit einem vom US-amerikanisch-chinesischen Elektroauto-Start-ups Faraday Future entwickelten Antrieb an. Die Fahrer D’Ambrosio und Duval blieben beim Team. Am Saisonende belegte das Team mit 33 Punkten den achten Platz in der Gesamtwertung.
Zur FIA-Formel-E-Meisterschaft 2017/18 trat das Team mit dem Fahrerduo D’Ambrosio und Neel Jani an. Nachdem Faraday Future in finanzielle Schwierigkeiten geraten war, trat das Team wieder ohne Titelsponsor als Dragon Racing an. Nachdem sich das PENSKE EV-2 genannte Fahrzeug beim Saisonauftakt in Hongkong als nicht konkurrenzfähig erwies, verließ Jani das Team. Sein Nachfolger wurde José María López. Das Team erzielte eine Podestplatzierung und belegte am Saisonende mit 41 Punkten den neunten Rang in der Teamwertung.
In der Saison 2018/19 trat Dragon Racing erneut mit López an, sein neuer Teamkollege wurde Maximilian Günther. Geox wurde als Titelsponsor bekanntgegeben, das Team trat unter dem Namen Geox Dragon an. Vor dem Mexiko-Stadt E-Prix wurde Felipe Nasr als neuer Stammpilot des Teams vorgestellt, Günther wurde zum Test- und Ersatzfahrer. Ab dem Rom E-Prix wurde Nasr wieder durch Günther ersetzt. Das Team belegte am Saisonende mit 23 Punkten den zehnten Platz in der Teamwertung.
2019/20 ging Geox Dragon mit der Fahrerpaarung Brendon Hartley und Nico Müller an. Hartley verließ das Team jedoch in der Saisonunterbrechung aufgrund der COVID-19-Pandemie wieder und wurde durch Sérgio Sette Câmara ersetzt, der in der Rennserie debütierte. Das Team war jedoch kaum konkurrenzfähig und belegte am Saisonende mit nur sieben Punkten den elften und vorletzten Platz in der Teamwertung.
In der Saison 2020/21 der nun FIA-Formel-E-Weltmeisterschaft genannten Rennserie ging das Team unter Dragon / Penske Autosport an den Start. Als Fahrer wurden Müller und Sette Câmara verpflichtet. Beim Valencia E-Prix erzielte Müller als Zweiter die erste Podiumsplatzierung des Teams seit dem Zürich E-Prix 2018, verließ das Team dann gegen Saisonmitte jedoch, um sich aus sein Audi-Engagement in der DTM zu konzentrieren. Er wurde durch Joel Eriksson ersetzt. Mit 47 Punkten belegte Dragon Racing erneut den elften Platz in der Teamwertung.
Für die Saison 2021/22 verlängerte das Team den Vertrag mit Sette Câmara. Sein neuer Teamkollege wurde Antonio Giovinazzi, der im Vorjahr noch für Alfa Romeo Racing in der Formel-1-Weltmeisterschaft gefahren war.

## Statistik

### Einzelergebnisse in der FIA-Formel-E-Weltmeisterschaft
| Fahrer                                 | Nr.                                    | 1   | 2    | 3    | 4     | 5   | 6     | 7     | 8   | 9    | 10   | 11  | 12   | 13   | 14  | 15  | 16  | Punkte | Rang |
| -------------------------------------- | -------------------------------------- | --- | ---- | ---- | ----- | --- | ----- | ----- | --- | ---- | ---- | --- | ---- | ---- | --- | --- | --- | ------ | ---- |
| FIA-Formel-E-Meisterschaft 2014/15     | FIA-Formel-E-Meisterschaft 2014/15     | BEI | PUT  | PUN  | BUE   | MIA | LBH   | MON   | BER | MOS  | LON  | LON |      |      |     |     |     | 171    | 2.   |
| Oriol Servià                           | 06                                     | 7   | 7    | 9    | 9     |     |       |       |     |      |      |     |      |      |     |     |     | 171    | 2.   |
| Loïc Duval                             | 06                                     |     |      |      |       | 7   | 9     | DNF   | 3   | 15   | 8    | 3   |      |      |     |     |     | 171    | 2.   |
| Jérôme D’Ambrosio                      | 07                                     | 6   | 5    | 8    | 14    | 4   | 6     | 5     | 1   | 11   | 2    | 2   |      |      |     |     |     | 171    | 2.   |
| FIA-Formel-E-Meisterschaft 2015/16     | FIA-Formel-E-Meisterschaft 2015/16     | BEI | PUT  | PUN  | BUE   | MEX | LBH   | PAR   | BER | LON  | LON  |     |      |      |     |     |     | 143    | 4.   |
| Loïc Duval                             | 06                                     | 4   | *16* | 4    | 6     | 4   | 8     | °DNF° | DNF | DNF  | 4    |     |      |      |     |     |     | 143    | 4.   |
| Jérôme D’Ambrosio                      | 07                                     | 5   | 14   | 3    | 16    | 1   | °7°   | 11    | 16  | 8    | 3    |     |      |      |     |     |     | 143    | 4.   |
| FIA-Formel-E-Meisterschaft 2016/17     | FIA-Formel-E-Meisterschaft 2016/17     | HKG | MAR  | BUE  | MEX   | MON | PAR   | BER   | BER | NYC  | NYC  | MTR | MTR  |      |     |     |     | 33     | 8.   |
| Loïc Duval                             | 06                                     | 14  | 18   | 6    | DNF   | NC  |       | 15    | DNF | 5    | *13* | DNF | *19* |      |     |     |     | 33     | 8.   |
| Mike Conway                            | 06                                     |     |      |      |       |     | 14    |       |     |      |      |     |      |      |     |     |     | 33     | 8.   |
| Jérôme D’Ambrosio                      | 07                                     | 7   | 13   | 8    | 14    | DNF | DNF   | 13    | 13  | DNF  | 10   | 11  | 9    |      |     |     |     | 33     | 8.   |
| FIA-Formel-E-Meisterschaft 2017/18     | FIA-Formel-E-Meisterschaft 2017/18     | HKG | HKG  | MAR  | SAN   | MEX | PUN   | ROM   | PAR | BER  | ZÜR  | NYC | NYC  |      |     |     |     | 41     | 9.   |
| Neel Jani                              | 06                                     | 18  | 18   |      |       |     |       |       |     |      |      |     |      |      |     |     |     | 41     | 9.   |
| José María López                       | 06                                     |     |      | 6    | °DNF° | 12  | 8     | *17*  | 10  | 18   | 12   | DNF | DNF  |      |     |     |     | 41     | 9.   |
| Jérôme D’Ambrosio                      | 07                                     | NC  | 15   | 15   | 8     | 11  | 9     | 7     | 12  | 19   | 3    | 13  | DNF  |      |     |     |     | 41     | 9.   |
| FIA-Formel-E-Meisterschaft 2018/19     | FIA-Formel-E-Meisterschaft 2018/19     | DIR | MAR  | SAN  | MEX   | HKG | SAY   | ROM   | PAR | MCO  | BER  | BRN | NYC  | NYC  |     |     |     | 23     | 10.  |
| Maximilian Günther                     | 06                                     | 15  | 12   | DNF  |       |     |       | *19*  | 5   | DNF  | 14   | 5   | DNF  | *19* |     |     |     | 23     | 10.  |
| Felipe Nasr                            | 06                                     |     |      |      | 19    | DNF | DNF   |       |     |      |      |     |      |      |     |     |     | 23     | 10.  |
| José María López                       | 07                                     | DNF | 11   | 9    | 17    | 11  | DNF   | 16    | 13  | °10° | 20   | DSQ | 12   | DNF  |     |     |     | 23     | 10.  |
| FIA-Formel-E-Meisterschaft 2019/20     | FIA-Formel-E-Meisterschaft 2019/20     | DIR | DIR  | SAN  | MEX   | MAR | BER   | BER   | BER | BER  | BER  | BER |      |      |     |     |     | 2      | 11.  |
| Brendon Hartley                        | 06                                     | 19  | 9    | DNF  | 12    | 19  |       |       |     |      |      |     |      |      |     |     |     | 2      | 11.  |
| Sérgio Sette Câmara                    | 06                                     |     |      |      |       |     | °DSQ° | 11    | DNF | 21   | 15   | 19  |      |      |     |     |     | 2      | 11.  |
| Nico Müller                            | 07                                     | DNS | DNF  | 12   | DNF   | 20  | NC    | 14    | 12  | 20   | 17   | 22  |      |      |     |     |     | 2      | 11.  |
| FIA-Formel-E-Weltmeisterschaft 2020/21 | FIA-Formel-E-Weltmeisterschaft 2020/21 | DIR | DIR  | ROM  | ROM   | VAL | VAL   | MCO   | PUE | PUE  | NYC  | NYC | LON  | LON  | BER | BER |     | 47     | 11.  |
| Nico Müller                            | 06                                     | 21  | 5    | 13   | 9     | 2   | 20    | 18    |     |      |      |     |      |      |     |     |     | 47     | 11.  |
| Joel Eriksson                          | 06                                     |     |      |      |       |     |       |       | 17  | 15   | 17   | 22  | 16   | 10   | 16  | 16  |     | 47     | 11.  |
| Sérgio Sette Câmara                    | 07                                     | 20  | °4°  | °16° | 12    | DNF | 21    | 15    | 15  | 16   | 18   | 11  | 17   | 8    | 18  | 18  |     | 47     | 11.  |
| FIA-Formel-E-Weltmeisterschaft 2023/24 | FIA-Formel-E-Weltmeisterschaft 2023/24 | MEX | DIR  | DIR  | SAP   | TOK | MIS   | MIS   | MCO | BER  | BER  | SHA | SHA  | POR  | POR | LON | LON | 200    | 3.   |
| Stoffel Vandoorne                      | 2                                      | 8   | 14   | 5    | 8     | 16  | 8     | DNF   | 3   | 7    | 20   | 9   | 6    | 9    | 11  | 9   | 8   | 200    | 3.   |
| Jean-Éric Vergne                       | 25                                     | 6   | 2    | 8    | 7     | 12  | 6     | 7     | 4   | 2    | 10   | 6   | 7    | 3    | 5   | 17  | 5   | 200    | 3.   |

| Legende                      | Legende       | Legende                                                                 |
| Farbe                        | Abkürzung     | Bedeutung                                                               |
| ---------------------------- | ------------- | ----------------------------------------------------------------------- |
| Gold                         | —             | Sieger                                                                  |
| Silber                       | —             | 2. Platz                                                                |
| Bronze                       | —             | 3. Platz                                                                |
| Grün                         | —             | Platzierung in den Punkten                                              |
| Blau                         | —             | Klassifiziert außerhalb der Punkteränge                                 |
| Violett                      | DNF           | Rennen nicht beendet                                                    |
| Violett                      | NC            | nicht klassifiziert                                                     |
| Rot                          | DNQ           | nicht qualifiziert                                                      |
| Schwarz                      | DSQ           | disqualifiziert                                                         |
| Weiß                         | DNS           | nicht am Start                                                          |
| Weiß                         | WD            | zurückgezogen                                                           |
| Weiß                         | C             | Rennen abgesagt                                                         |
| Blanko                       |               | nicht teilgenommen                                                      |
| Blanko                       | DNP           | gemeldet, aber nicht teilgenommen                                       |
| Blanko                       | INJ           | verletzt oder krank                                                     |
| Blanko                       | EX            | ausgeschlossen                                                          |
| sonstige Formate und Zeichen | P/fett        | Pole-Position                                                           |
| sonstige Formate und Zeichen | kursiv        | Schnellste Rennrunde (ab 2017/18: Schnellste Rennrunde der ersten Zehn) |
| sonstige Formate und Zeichen | unterstrichen | Führender in der Gesamtwertung                                          |
| sonstige Formate und Zeichen | °             | FanBoost                                                                |
| sonstige Formate und Zeichen | *             | nicht im Ziel, aufgrund der zurückgelegten Distanz aber gewertet        |
| sonstige Formate und Zeichen | ( )           | Streichresultat                                                         |